# Імені Владіміра Ільїча
імені Владі́міра Ільїча́ (рос. имени Владимир Ильича) — селище у складі Суєтського району Алтайського краю, Росія.

## Населення
Населення — 164 особи (2010; 284 у 2002).
Національний склад (станом на 2002 рік):
- росіяни — 87 %